# Gyōki

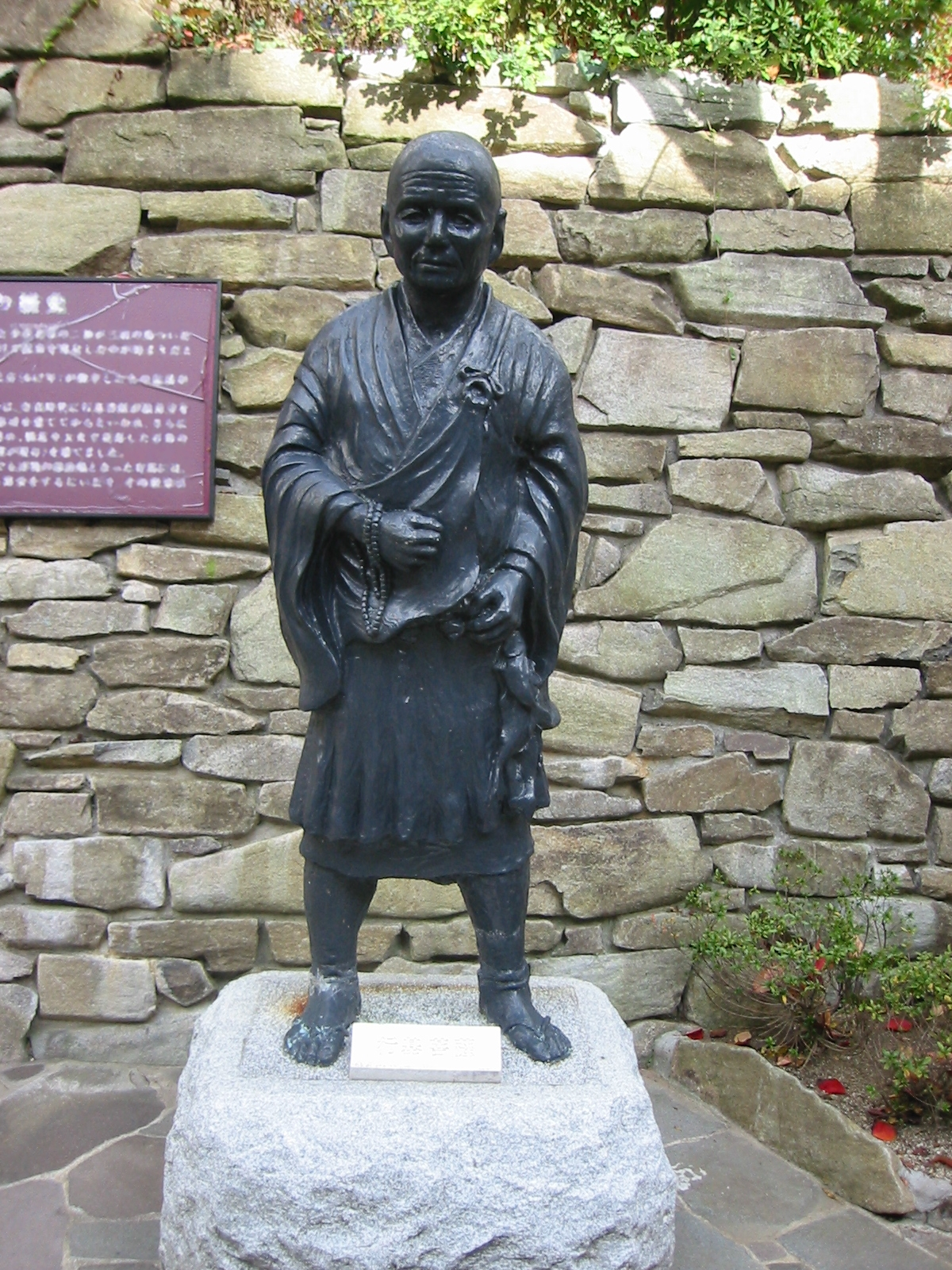
Estatua de Gyōki en Kōbe, Japón.

Gyōki (行 基, 668–749) fue un sacerdote budista japonés del período Nara, nacido en el condado de Ōtori, provincia de Kawachi (en la actual Sakai, prefectura de Osaka). Hijo de Koshi no Saichi, según una teoría, era de ascendencia coreana.

## Biografía
Gyōki se convirtió en monje en Asuka-dera, un templo en Nara, a la edad de 15 años y fue uno de los primeros pupilos de Dōshō. Gyōki estudió Yogacara (唯識), una doctrina central de Hosso, en el Yakushi-ji. En 704, regresó a su lugar de nacimiento para convertirlo en un templo. Posteriormente comenzó a viajar por Japón para predicar a los plebeyos y ayudar a los pobres. Formó un grupo de voluntarios para ayudar a los campesinos principalmente en la región de Kansai, construyendo 49 monasterios y conventos que también funcionaban como hospitales. Gyōki y sus seguidores vagaban por el campo, predicando el budismo, construyendo templos y organizando proyectos de riego y otras obras públicas.
Dado que las regulaciones en ese momento prohibían estrictamente las actividades de los sacerdotes fuera de sus recintos monásticos, sus viajes por el país lo convirtieron en un sacerdote privado no oficial, no registrado a través de la Oficina de Asuntos Sacerdotales (僧 綱, Sōgō). Gyōki y sus seguidores fueron perseguidos por el gobierno, pero su popularidad y su habilidad administrativa en obras públicas le valieron más tarde el perdón. En 745 se convirtió en el primer sacerdote en recibir el rango de Daisōjō. Participó como organizador de recursos en la construcción del Tōdai-ji.
Murió el 2 de febrero de 749, a la edad de 80 años, y fue enterrado en Chikurin-ji, un templo ahora en Ikoma, Nara. La Corte Imperial de Kioto le otorgó póstumamente el título de Bosatsu en 751, por lo que en Japón a menudo se le conoce como Gyōki Bosatsu.

## MapasGyōki-zu

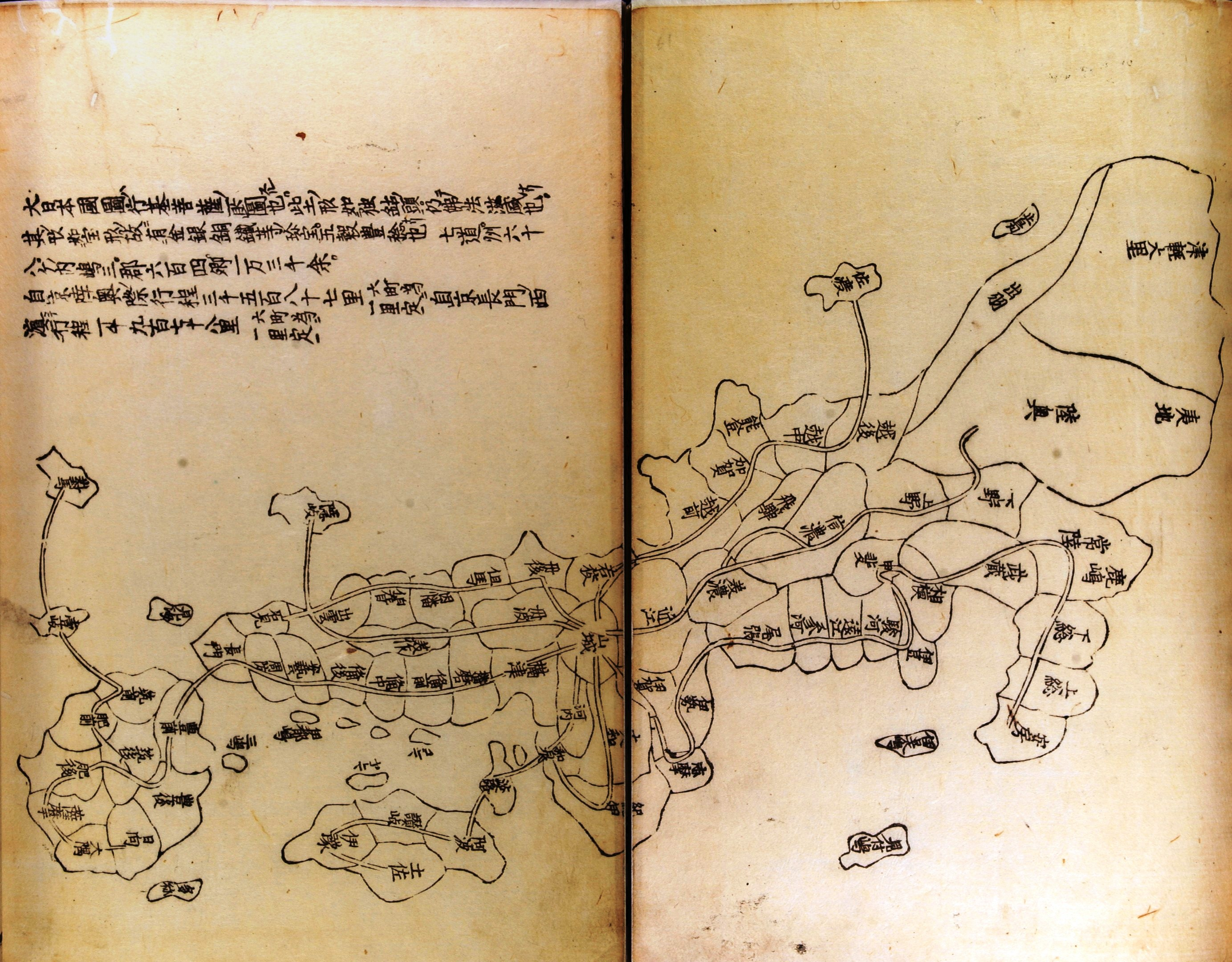
Un ejemplo de mapa Gyōki-zu.

Gyōki es ampliamente reconocido como el fundador de la cartografía en Japón. Según una fuente de Tendai del siglo XIV, ayudó a determinar los límites dibujando la forma del país como un vajra de un solo punto. Gyōki también se considera a menudo el primer ingeniero civil de Japón, ya que allanó el camino para la infraestructura y la creación de lugares de culto.
Aunque no existe prueba de que haya creado un mapa, el término "mapas tipo Gyōki" se ha aplicado a los primeros mapas provinciales que inspiró. Su característica más notable fue la forma en que representaban las provincias en forma de globo agrupadas alrededor de Kioto, la capital. El propósito principal de estos mapas parece haber sido mostrar las relaciones de las regiones entre sí y con la capital. También se encargaban de delimitar la propiedad de la tierra ante la necesidad de información por parte del gobierno. Buscaban más ser informativos y legibles que precisos. El Shōsōin conserva mapas de este estilo.